# Kilchberg (Bazylea-Okręg)
Kilchberg – gmina (niem. Einwohnergemeinde) w północnej Szwajcarii, w kantonie Bazylea-Okręg, w okręgu Sissach. 31 grudnia 2020 roku liczyła 161 mieszkańców. Leży ok. 30 km na południe od Bazylei, w której pracuje większość mieszkańców gminy. 